# Джессі Матадор

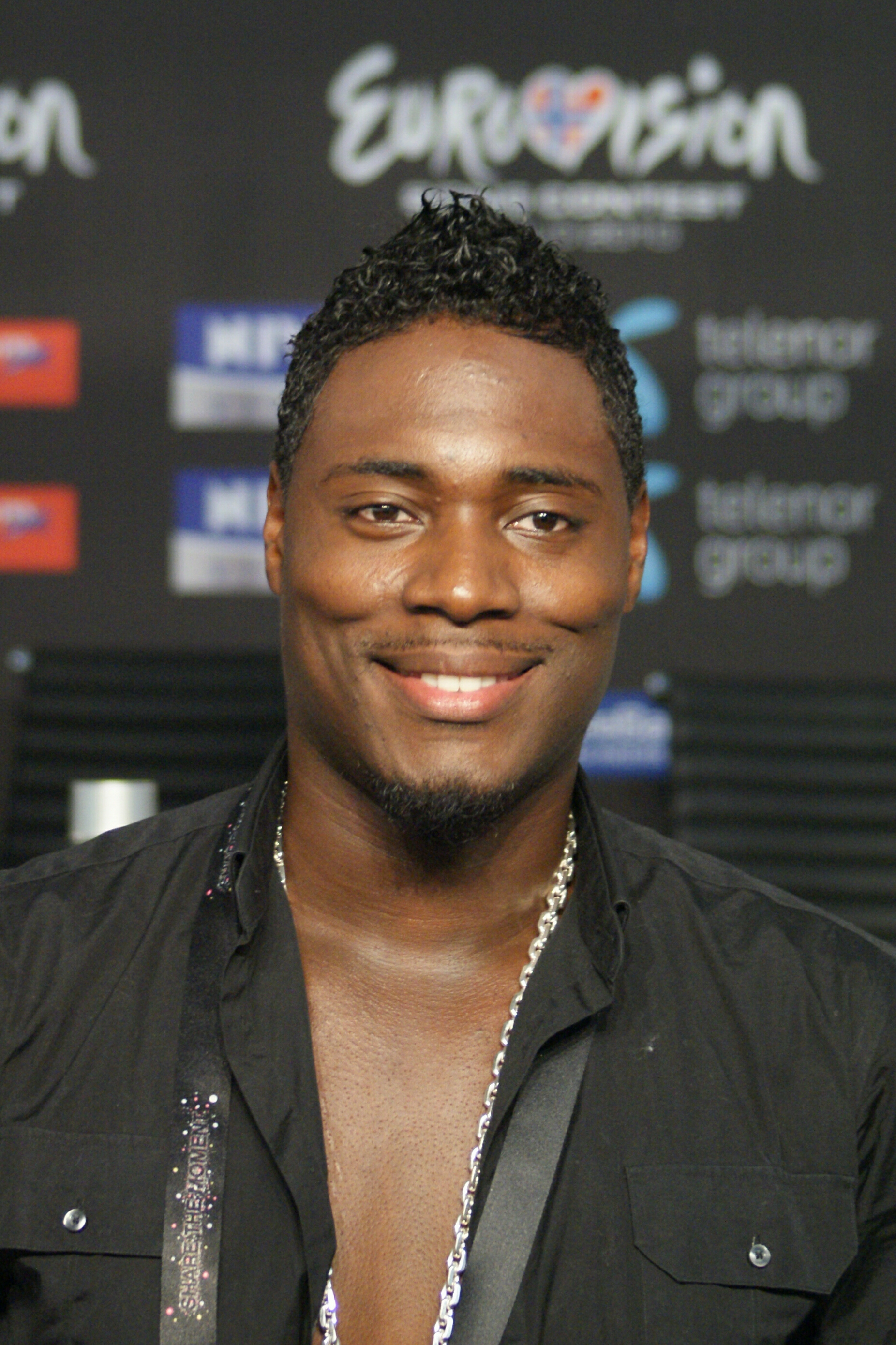
Джессі Матадор в Осло, 2010 рік

Дже́ссі Матадо́р, справжнє ім'я Джессі Каймба́нгі (27 жовтня 1982) — французький співак, учасник від Франції на пісенному конкурсі Євробачення 2010 в Осло із піснею «Allez! Ola! Olé!».

## Творча біографія
Джессі Матадор народився в Демократичній Республіці Конго 27 жовтня 1982 року. Починав свою кар'єру танцюристом в 2001. Пізніше приєднався до групи «Les cœurs brisés» (Зламані серця), з якими виступав у США, Демократичній Республіці Конго, Великій Британії, Італії та Канаді.
У 2005 році він вирішив створити власну групу, яку назвав «La Sélésao». У червні 2008-го року група випустила свій дебютний сингл «Décalé Gwada», який став одним з хітів того літа. 24 листопада 2008 випущений альбом «Afrikan New Style» в новому стилі. Цей стиль увібрав у себе такі жанри, як зук, денсхолл, реггі, хіп-хоп, Coupe'-De'cale, ndombolo і kuduro. У грудні 2008 року гурт випустив свій другий сингл «Mini Kawoulé».
19 лютого 2010 року Джессі Матадор отримав право представляти свою країну на міжнародному пісенному конкурсі Євробачення 2010 в Осло з піснею «Allez Ola Olé». Будучи представником однієї з країн «великої четвірки», Джессі автоматично опинився в фіналі конкурсу, який відбувся в суботу, 29 травня 2010 року. Згідно з жеребкуванням, представник Франції виступив під номером 18 з 25 учасників фіналу. У фіналі посів 12-е місце, набравши 82 бали.